# 共有
共有（きょうゆう）とは、所有権などある一定の権利が複数の主体によって支配・利用されている状態のこと。共有関係にある者のことを共有者（きょうゆうしゃ）という。

## 共有の形態
広義の共有は狭義の共有と区別するため共同所有とも呼ばれる。多数人が共同して一つの物を所有する関係を共同所有関係という。ドイツ法での議論の影響を受けた日本では共同所有関係は総有、合有、共有（狭義の共有）の三類型に分類されてきた。ローマ法に由来する共有に対してゲルマン的共同所有を総有と合有に分ける見解はオットー・フォン・ギールケによって唱えられ、日本ではこれが参考にされたが、ドイツでは有力な学説ではあったが一般的に支持されていたわけではなかった。結局ドイツでは民法典制定の際に「総有」は規定されず教科書など講学上も姿を消している。
- 総有（Gesamteigentum）

もっとも団体主義的な色彩が強い類型。ゲルマンの村落共同体の所有形態に由来している。ゲルマンの村落団体の所有物は、管理権能は村落に帰属して村落共同体の規律に従う一方、収益権能はその村落の住民に分属する形態をとった。この収益権能は近代法における所有権とは性質が異なり、村落住民の資格と切り離すことはできず、各共同所有者の共有における持分権を観念することもできないとされた。各人の持分権の大きさを観念しえないため、単独の構成員による持分の処分（売却など）や分割請求は不可能である。
- 合有 (Gesamthandseigentum)

総有と共有（狭義）との中間的な類型。総手的共有ともいい、やや共有（狭義）に近い。共同所有者には管理権能も収益権能もあるが、事業などの共同目的の観点から制約を受ける形態である。そのため持分の処分や分割の請求は共同の目的が存続する限り認められない。
- 共有（狭義の共有、Miteigentum）

もっとも個人主義的な色彩が強い類型。ローマ法の共同所有関係に由来しており、共同所有者間の主体間の団体的結合が微弱な共同所有形態である。各共同所有者には管理権能と収益権能が結合した持分権があり、持分処分の自由と分割請求の自由がある。

## 各国の共有制度

### ドイツ法
現行のドイツ民法典では共同所有の形態は共有の規定が債務編にあり、合有の規定が個別かつ限定的に4つほど存在する。組合財産（718条以下）、夫婦共有財産（1437条以下）、共同相続財産（2032条以下）などである。

### 日本法
民法第二編第三章第三節において｢共有｣に関する規定が置かれているが、これは狭義の共有に関する規定である。しかし、民法は共同所有関係をすべて｢共有｣と呼んでいるため実際には総有または合有を意味する場合がある。組合や夫婦間の財産関係（264条参照）については狭義の共有か合有かで争いがある。また日本では入会権が総有の性質をもつとされている。なお、信託法は受託者が2人以上の場合を「総有」と呼んでいる。